# Phaulopsis verticillaris
Phaulopsis verticillaris är en akantusväxtart som först beskrevs av Christian Gottfried Daniel Nees von Esenbeck, och fick sitt nu gällande namn av M. Manktelow. Phaulopsis verticillaris ingår i släktet Phaulopsis och familjen akantusväxter. Inga underarter finns listade i Catalogue of Life.